# Melek
Melek és un poble i municipi d'Eslovàquia que es troba a la regió de Nitra, al sud-oest del país.

## Demografia
| Godina             | 1994 | 2004   | 2014   | 2024    |
| ------------------ | ---- | ------ | ------ | ------- |
| Nombre de persones | 433  | 454    | 453    | 562     |
| Diferència         |      | +4,84% | −0,22% | +24,06% |

| Godina             | 2023 | 2024   |
| ------------------ | ---- | ------ |
| Nombre de persones | 564  | 562    |
| Diferència         |      | −0,35% |